# Mosbah Jarbou
Mosbah Jarbou (arabe : مصباح الجربوع), né en 1914 à Beni Khedache et mort le 26 mai 1958, est un fellaga tunisien.

## Biographie
Venant de la région de Médenine, plus précisément de Beni Khedache (sud de la Tunisie), il s'engage dans la résistance contre le protectorat français. En 1952, il dirige le mouvement de résistance armée contre les colons français dans le Sud tunisien. En 1956, Habib Bourguiba convainc les fellagas de rendre les armes lors des négociations pour l'autonomie interne.
Cependant, lors d'une attaque aérienne de l'armée française demeurée dans le sud du pays (Remada), Jarbou est tué en 1958.
En 1970, Omar Khlifi consacre un film à son parcours de combattant : Les Fellagas. En 2002, un timbre postal d'une valeur faciale de 250 millimes est émis à son effigie par la Poste tunisienne.